# Tetjana Melnyk
Tetjana Jurijiwna Melnyk (ukrainisch Тетяна Юріївна Мельник, engl. Transkription Tetyana Melnyk; * 2. April 1995 in Oleksandriwka) ist eine ukrainische Sprinterin, die sich auf den 400-Meter-Lauf spezialisiert hat.

## Sportliche Laufbahn
Erstmals bei einer internationalen Meisterschaft trat Tetjana Melnyk bei den Juniorenweltmeisterschaften über 400 Meter Hürden an und gelangte dort bis ins Halbfinale, in dem sie mit 59,37 s ausschied. Zwei Jahre später nahm sie mit der ukrainischen 4-mal-400-Meter-Staffel bei den Europameisterschaften in Amsterdam an und belegte dort in 3:27,64 min den sechsten Platz. Damit qualifizierte sich die Staffel für die Olympischen Spiele in Rio de Janeiro, bei denen sie sich in 3:26,64 min im Finale auf dem fünften Rang klassierte. 2017 gewann sie bei den Halleneuropameisterschaften in Belgrad in 3:32,10 min die Bronzemedaille mit der Staffel und schied im 400-Meter-Lauf mit 55,18 s in der ersten Runde aus. Bei den U23-Europameisterschaften im polnischen Bydgoszcz gewann sie mit der ukrainischen Stafette in 3:30,22 min ebenfalls die Bronzemedaille. Damit sicherte sie ihren Startplatz für die Weltmeisterschaften in London, bei denen die Staffel aber mit 3:31,84 min in der Vorrunde ausschied. Zwei Wochen später erfolgte die Teilnahme an der Sommer-Universiade in Taipeh, bei denen sie mit der Staffel im Finale disqualifiziert wurde.
2018 erreichte sie bei den Hallenweltmeisterschaften in Birmingham mit der Staffel in 3:31,32 min den vierten Platz. Über 400 Meter nahm sie an den Europameisterschaften in Berlin teil und schied dort mit 52,20 s im Halbfinale aus. Zudem wurde sie mit der ukrainischen Stafette im Vorlauf disqualifiziert. Im Jahr darauf schied sie bei den Halleneuropameisterschaften in Glasgow mit 53,39 s in der ersten Runde aus und bei den World Relays in Yokohama wurde sie mit der 4-mal-400-Meter-Staffel im Vorlauf disqualifiziert. Zuvor siegte sie bei den Balkan-Hallenmeisterschaften in Istanbul in 3:33,76 min mit der Staffel. Im Juli wurde sie bei den Studentenweltspielen in Neapel in 52,02 s Vierte und siegte mit der Staffel in 3:30,82 min. Zuvor siegte sie bei den Europaspielen in Minsk mit der gemischten Staffel in 3:16,65 min. Anschließend belegte sie bei den Weltmeisterschaften in Doha mit 3:27,48 min den sechsten Platz in der Frauenstaffel und verpasste mit der Mixed-Staffel mit 3:17,50 min den Finaleinzug. 2021 qualifizierte sie sich über die Weltrangliste über 400 Meter für die Olympischen Spiele in Tokio und kam dort mit 54,99 s nicht über die Vorrunde hinaus.
2023 gewann sie bei den Balkan-Meisterschaften in Kraljevo in 53,13 s die Bronzemedaille über 400 Meter hinter der Rumänin Andrea Miklós und ihrer Landsfrau Kateryna Karpjuk und siegte zudem in 3:31,88 min in der 4-mal-400-Meter-Staffel. Im Jahr darauf wurde sie bei den World Athletics Relays 2024 in Nassau in 3:14,49 min Dritte im B-Lauf der Mixed-Staffel in der 2. Qualifikationsrunde für die Olympischen Spiele. Anschließend gewann sie bei den Balkan-Meisterschaften in Izmir in 53,17 s die Silbermedaille über 400 Meter hinter ihrer Landsfrau Marjana Schostak und siegte mit der Frauenstaffel in 3:31,36 min. Kurz darauf schied sie bei den Europameisterschaften in Rom mit 54,06 s im Vorlauf über 400 Meter aus. Im August schied sie bei den Olympischen Sommerspielen in Paris mit 3:15,51 min im Vorlauf in der Mixed-Staffel aus. 2025 wurde sie bei den Halleneuropameisterschaften in Apeldoorn in der Vorrunde wegen einer Bahnübertretung disqualifiziert.
2018 wurde Melnyk ukrainische Meisterin im 400-Meter-Lauf in der Halle und im Freien sowie von 2018 bis 2020 und 2025 in der Halle. 2020 und 2022 siegte sie über 200 Meter sowie 2020 in der 4-mal-100-Meter-Staffel. Zudem wurde sie 2023 und 2025 Hallenmeisterin in der 4-mal-400-Meter-Staffel.

## Persönliche Bestzeiten
- 200 Meter: 23,41 s (+1,7 m/s), 26. Mai 2019 in Kropywnyzkyj
  - 200 Meter (Halle): 24,12 s, 15. Januar 2019 in Kiew
- 400 Meter: 51,92 s, 17. Juni 2016 in Luzk
  - 400 Meter (Halle): 52,77 s, 17. Februar 2019 in Istanbul
- 400 m Hürden: 57,40 s, 25. Mai 2016 in Kropywnyzkyj